# 蔡知雨
蔡知雨（2004年7月11日—），出生于中国北京，中国内地少年偶像组合H2K成员之一。曾受邀参加央视综艺节目《嗨！2014》、湖南金鹰卡通频道《中国新声代第二季》等。

## 个人经历
2014年5月18日参加吉他中国举办的全国吉他大赛并获得北京地区冠军
2014年5月29日应邀参加央视综艺节目《嗨！2014》
2014年7月19日《中国新声代第二季》第八期“集体男生：太青春”南瓜班（尚雯婕组），演唱原创歌曲《我的天》
2015年1月15日天娱传媒旗下小鲜肉组合H2K（成员：蔡知雨、张汉盛、黄星羱、封迪、罗维）于北京正式宣布成立并发布首支出道单曲《骑士少年》
2015年3月28日H2K新单曲《ROCO Time》首发，该单曲成为腾讯游戏《洛克王国》主题曲，并力邀曾和赵薇、周迅、萧亚轩、张韶涵都有过合作的音乐人闻震担纲制作人。于QQ音乐首发。

## 主要作品
《ROCO Time》